# American Buckboard
American Buckboard Corporation war ein US-amerikanischer Automobilhersteller, der von 1955 bis 1956 in Los Angeles (Kalifornien) ansässig war.

## Geschichte
Der Markenname lautete im ersten Jahr American Buckboard und von 1955 bis 1956 Bearcat.
Der kleine zweisitzige Roadster hatte eine GFK-Karosserie und fünf Räder. Die Hinterachse war direkt hinter den Sitzen und war nicht angetrieben. Dahinter war ein luftgekühlter V2-Motorradmotor, der 25 bhp (18,3 kW) entwickelte und ein ganz hinten in der Mitte eingebautes Treibrad über eine Kette antrieb. Der Abstand zwischen Vorder- und Hinterachse betrug 1778 mm. Der ganze Wagen war 3048 mm lang.
Der kleine Wagen kostete unter 3000 US-Dollar, aber der Name erwies sich nicht als verkaufsfördernd und das Fahrzeug war viel zu teuer. Daher wurde der Wagen im Folgejahr ohne irgendeine Veränderung als Bearcat (dt.: Marderbär) für 1000 US-Dollar verkauft. Auch dem neuen Konzept war kein Erfolg beschieden.
Unter Buckboard versteht man im Englischen sehr einfach konstruierte, vierrädrige Motorfahrzeuge für eine bis zwei Personen, die um 1910 eine kurze Blüte erlebten. Als Spiel- und Spaßfahrzeug überlebten sie bis in die 1960er Jahre.
Mitte der 1950er Jahre konnte man für 3000 Dollar einen neuen Personenwagen der oberen Mittelklasse (z. B. einen DeSoto, Mercury, Oldsmobile oder Packard Clipper) erwerben, ein Basismodell von Chevrolet oder Ford kostete unter 2000 Dollar.